# 巴尼捷亞體育會
巴尼捷亞體育會（西班牙語：Athletic Club Barnechea），是智利的一家足球會，位於聖地牙哥。現時於智甲B聯賽作賽。他們在2013/14球季的智乙取得59分以第4名完成，取得升班附加賽資格，他們兩回合擊敗聖地牙哥早晨而晉身決賽對聖路易斯，在首回合主場贏1:0，但在次回合以相同比數落敗，結果要以互射十二碼定勝負，他們的門將兼隊長佐治·文杜卡撲出了一球關鍵的十二碼之後助球隊以4:3擊敗對手而取得升班資格。他們在首個智甲球季--春季聯賽中表現不俗，17戰取得20分排在第10位。